# ضيون إفريقي
الضَّيْوَن الإفريقي أو القط البري الإفريقي أو القط الصحراوي (الاسم العلمي: Felis lybica). هو قط بري يُعتقد أنه انحدر من نويعات أخرى منذ زهاء 131000 سنة خلت. وبعض من هذه الحيوانات استئنست قبل نحو 10000 سنة مضت في جزيرة قبرص. حيث تعتبر من أسلاف القطط المستأنسة. كما أن بقايا القطط المستأنسة دُفنت إلى جوار الموتى من البشر في مقابرهم قبل نحو 9500 سنة في جزيرة قبرص.
اُكتشف من قبل علماء الحيوان في أوروبا حديثاً وذلك في سبعينيات القرن التاسع عشر، وهو يعيش في شمال إفريقيا وخصوصاً جنوب السواحل الليبية أي في الصحراء الكبرى والصحراء الليبية، وينتمي إلى فصيلة السنوريات رتبة اللواحم.

## الخصائص
يراوح لون القط البري الإفريقي ما بين البني الرملي والأصفر الرصاصي مع خطوط سوداء عند الذيل. في حين أن فراء القط أقصر من فراء القطط البرية الأوروبية.
يبلغ طول القط (الرأس والجسم) من 45 إلى 75 سنتيمتر، أما ذيله فيبلغ من 20 إلى 30 سنتيمتر، ويملك أذنين كبيرتين. ويمتلك هذا القط شعر تحت أخمص قدميه يقيه من حرارة رمال الصحراء نهاراً.

## السلوك
طعامه الأساسي الجرذان والفئران إضافة إلى الثدييات الصغيرة، وحين تسنح الفرص فهو يتناول أيضاً الحشرات والزواحف والطيور وبيضها.
يتمتع القط البري الإفريقي بقدرة كبيرة على الرؤية الليلية وهو حيوان ناشط ليلاً وأثناء الفجر مثل أغلب حيوانات الصحراء، أما وقته أثناء النهار فيقضيه نائماً في إحدى الجحور.
فترة حمل الإناث ما بين 56 و69 يوماً، وتلد الأنثى في العام مرة أو مرتين وخلال الموسم الممطر لتوفر الغذاء، وفي كل مرة تلد ما بين اثنين إلى خمس قطيطات التي تولد عمياء، وتظل تحت رعاية الأم ما بين خمسة إلى ستة أشهر. ويمكن أن تكبر القطيطات لتكون بحجم الأم في غضون عام لتكون مستقلة.
تعيش القطط الصحراوية تلك مدة عشرين عاماً. ويعد هذا القط صياد وشرس، لكن يمكن تدجين هذا النوع وخاصة إذا كان صغير جداً.[بحاجة لمصدر]